# Historique des radars installés à Orly et à Athis-Mons
L’historique des radars installés à Orly et à Athis-Mons commence en 1945 où de nombreux radars de contrôle du trafic aérien (radars primaires, radars secondaires et radars de surveillance du sol) ont été installés sur la plate-forme de l’aéroport de Paris-Orly, soit pour être expérimentés soit à titre opérationnel pour satisfaire les exigences de la réglementation de la circulation aérienne.

## Le guidage des avions
Le guidage radar est la méthode nominale pour amener les avions vers leur point d'approche finale. Ce guidage est assuré par le contrôleur aérien et consiste à modifier les trajectoires et les vitesses des avions en approche, de sorte que ceux-ci se retrouvent régulièrement espacés au point de début descente en approche finale.
Cette technique permet :
- d'assurer la séparation entre aéronefs dans les flux départ ou arrivée, et entre les deux flux d’arrivée (5 km horizontalement, et 300 mètres verticalement) ;
- de placer les uns derrière les autres les avions vers l'axe d'approche finale en exploitant au mieux la capacité des pistes.

## Radars primaires et radars secondaires

### 1945
L’United States Army Air Forces (USAAF) s’installe le 23 août 1944 sur l’aéroport, construit la tour de contrôle et installe un radar mobile, installé sur une remorque, utilisé en mode GCA (Ground Control Approach). Ce radar permet à un contrôleur de guider l’avion en phase d’approche en site (plan de descente) et en gisement (cap).

### 1946
Le 7 novembre, l’USAAF rend l’aéroport à la France. Le radar est remplacé par un radar Gilfillan (entreprise californienne devenue en 1964 une division d'International Telephone and Telegraph), utilisé également en mode GCA.

### 1951
Ce radar de guidage des avions, ne permettant de gérer que la phase d’approche finale, s’avère vite insuffisant compte tenu de l’accroissement du trafic. Un nouveau radar (bande S, portée de 150 km, rotation de 6 tr/min) est commandé à la Cie Thomson-Houston (aujourd'hui Thales).

### 1953 - 1954

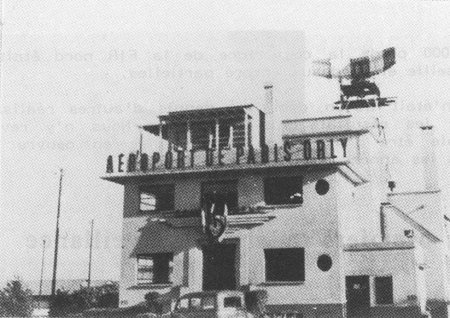
Le premier radar du Centre de contrôle régional.

Ce radar est installé fin 1953 sur le bâtiment du CCR Nord (Centre de Contrôle Régional). Il est mis en opération en juin 1954 et inauguré le 16 décembre 1954, de façon grandiose par le ministre des Transports Jacques Chaban-Delmas.
C'est à partir de détections assurées par ce radar que naîtra l'« affaire de l'aéroport d'Orly » dans la nuit du 17 au 18 février 1956 durant laquelle un ovni aurait survolé Paris

### 1959 - 1960

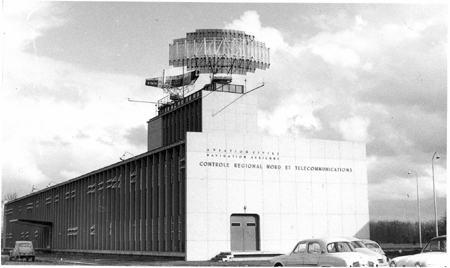
Le LP23 et l'ancien radar.

Le 7 mars 1959, le bâtiment du CCR Nord quitte Orly pour son emplacement actuel à Athis-Mons et emporte avec lui le radar de 1953. Compte tenu des recommandations de l’OACI et de la mise en œuvre de la couverture primaire de la France, ce radar est remplacé par un radar longue portée LP23/ER410 (bande L) développé par la CSF (aujourd'hui Thales), et également installé sur le toit du CCR. Ce radar sera mis en service le 11 mars 1960, jour de l’inauguration officielle du CCR Nord,. Il aura une très longue vie.
Le radar de 1953 sera alors envoyé en Algérie, puis rentrera en France, où il terminera sa vie sur l’aéroport de Saint-Yan.

### 1962

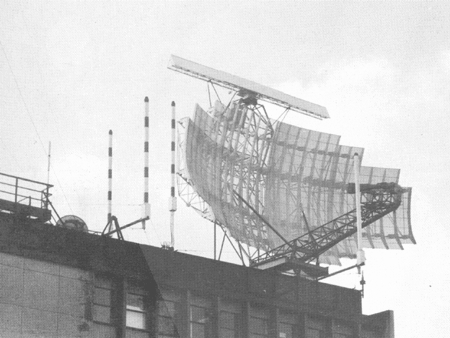
L'antenne secondaire est comontée sur le LP23.

Une antenne radar secondaire est comontée sur l’antenne primaire du LP23/ER410 d’Athis-Mons. C’est le premier radar secondaire installé en France.

### 1964

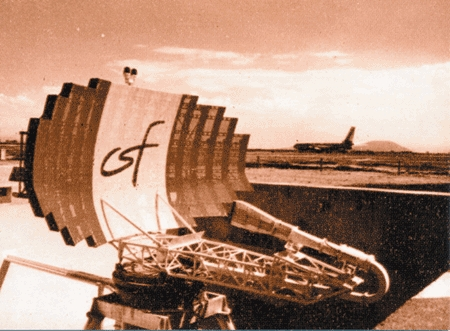
LP23 au ras du sol.

Un radar primaire LP23/ER410 est installé à Orly, avec antenne au ras du sol.

### 1972

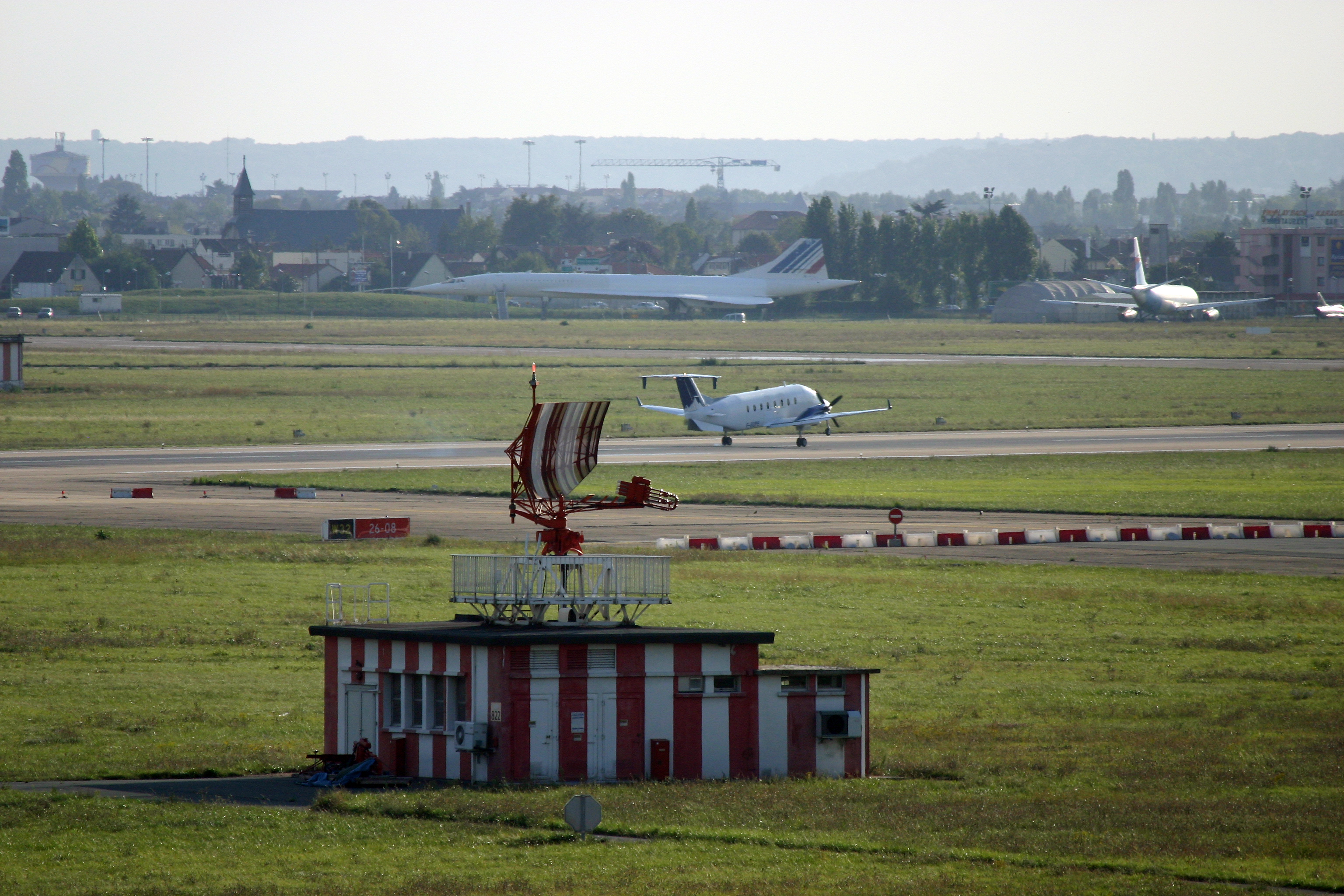
Radar primaire TA10.

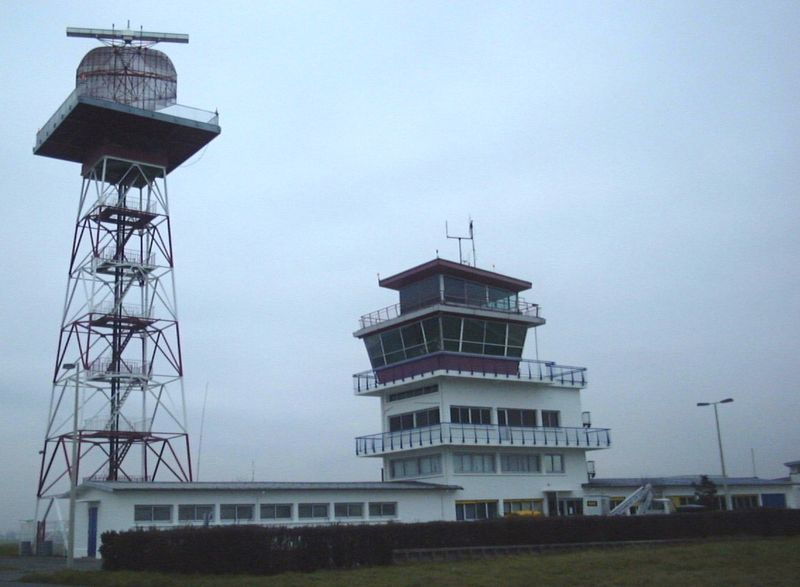
Radar primaire TA23 + secondaire RS770.

Le radar LP23/ER410 d’Orly est remplacé par un TA10 monté sur shelter.
Un radar longue portée (primaire TA23/ER720 + secondaire RS770) de Thomson-CSF (aujourd'hui Thales) est installé à Orly sur un pylône de 30 mètres. Ce radar sera arrêté en 1999 après la mise en service du TRAC2100 de Dammartin.

### 1989
Une station autonome prototype secondaire « Mode S » (dérivée d’un radar RSM870) est installée à Orly sur un nouveau pylône.

### 1994
Le radar TA10 est modernisé en TA10-MTD.

### 2001
Fin de la validation de la station expérimentale radar mode S dans le cadre du programme POEMS (Pre Operational European Mode S Station) d’EUROCONTROL.

### 2004
Le radar TA10-MTD est remplacé par un radar monté sur pylône : le STAR2000 de Thales. Le radar TA10 devrait être démonté fin 2014,.

## Radars de surveillance du sol

### 1971
Un radar DECCA est installé au sommet de la tour de contrôle.

### 1983

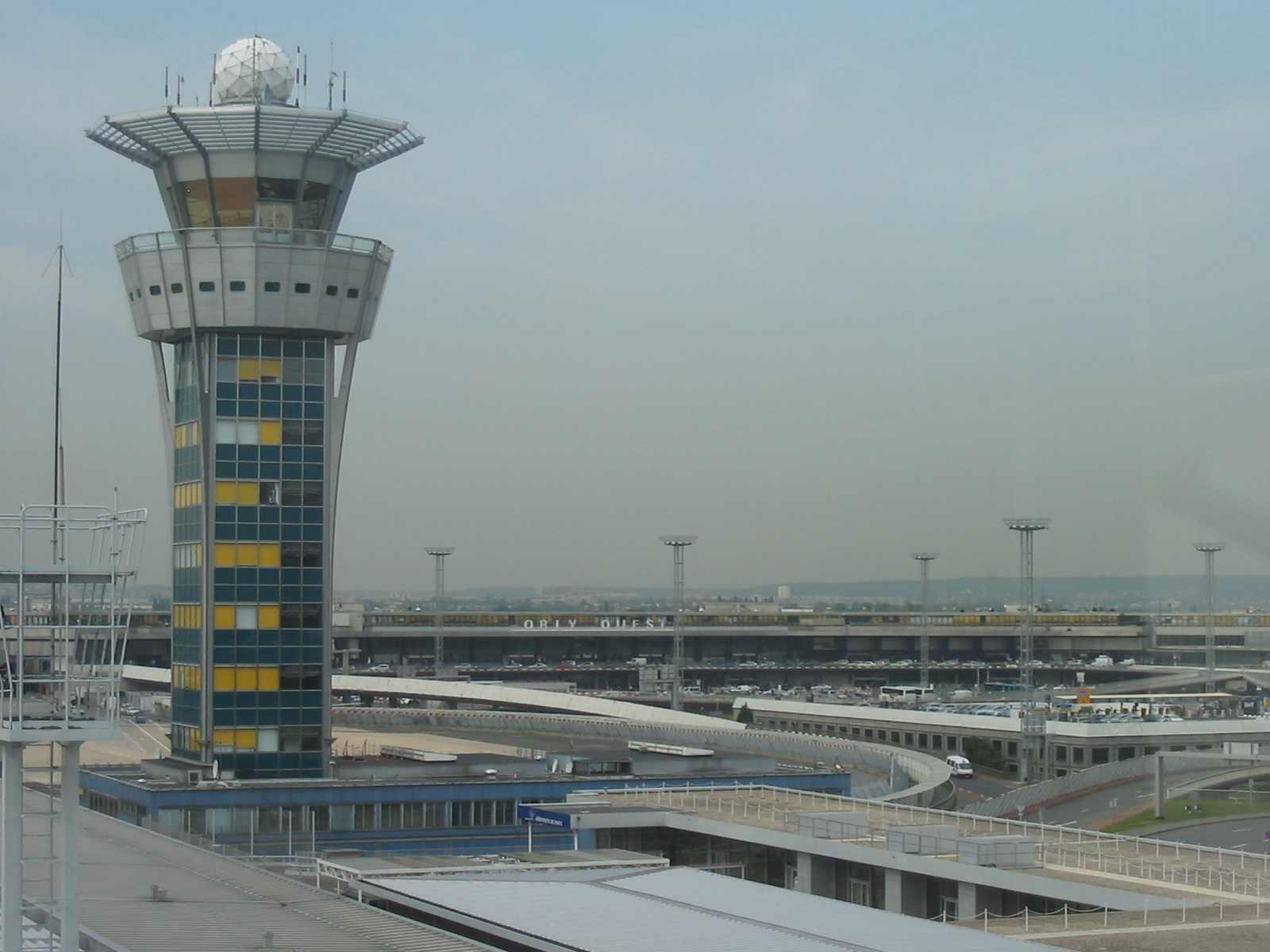
Au-dessus de la tour de contrôle, on peut voir le radôme abritant le radar de sol ASTRE.

Le radar DECCA est remplacé par un radar ASTRE (bande Ku) de Thomson-CSF (aujourd'hui Thales), installé sous radôme,.

### 1997
Début 1997, la société Dassault Électronique expérimente le projet de Radar d’Aéroport Pulse-Doppler pour la Surveillance des Objets, la Détection des Intrusions et l’Évitement des collisions (RAPSODIE).

### 1998
Le radar ASTRE 1 est modernisé en ASTRE 2000 à la suite d'une commande effectuée au début de 1995.

### 2000
Un radar TERMA (bande X) est installé.

### 2003
Le radar prototype Rapsodie est remplacé sur son pylône par un second radar ASTRE 2000.

## Le radar de Palaiseau

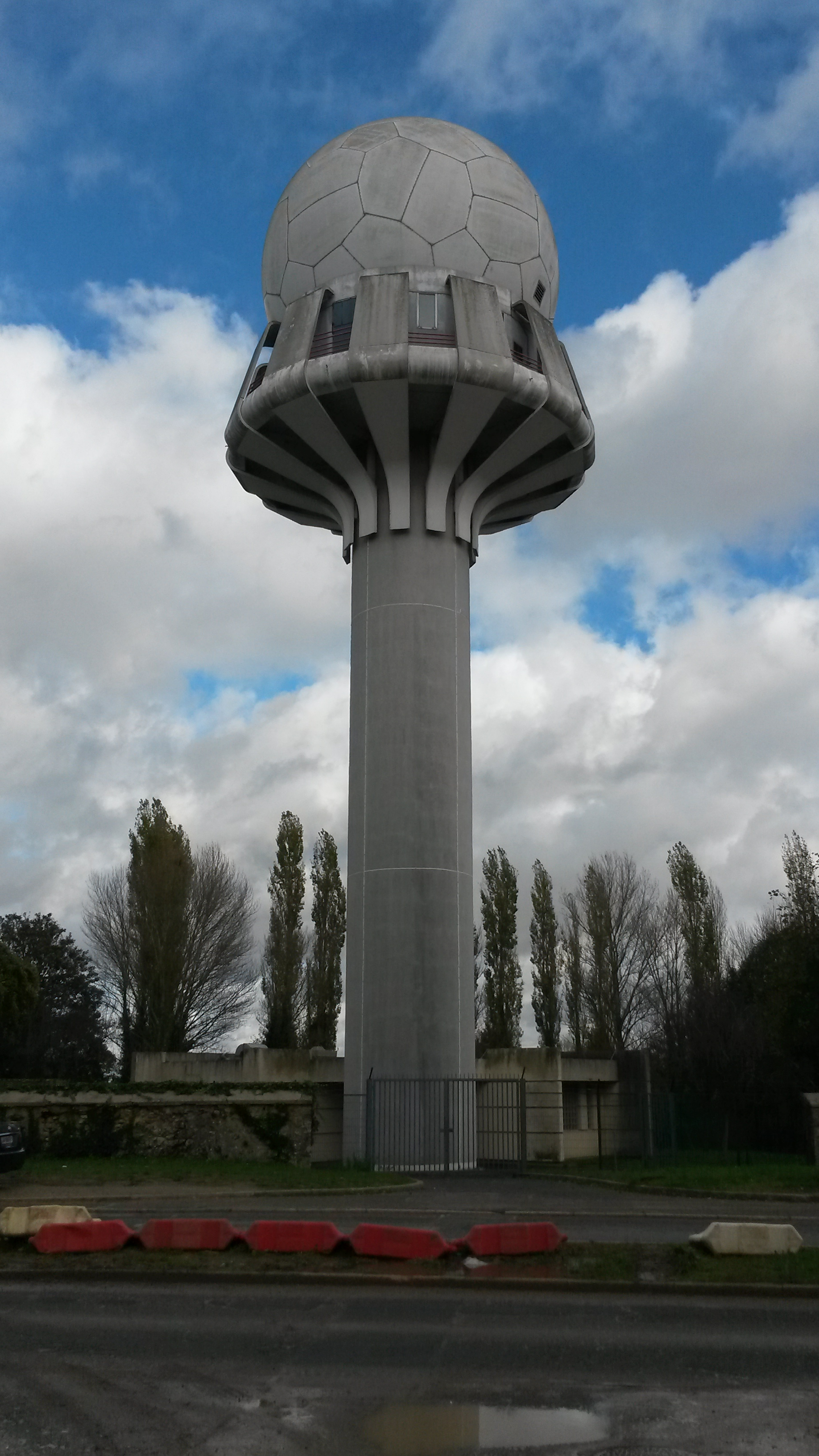
Ancien radar de Palaiseau du contrôle de trafic aérien de 1990 à 2017.

La surveillance de l'espace aérien en Île-de-France utilise également les informations issues du radar secondaire de Palaiseau, installé en 1990 sur une tour de 25 m de hauteur. Le radar a été déménagé en 2017 sur le campus de l’École polytechnique,,. Cette tour d'une hauteur de 65 m et dont le coût a été de 8 M€ a été inaugurée le 8 septembre 2017.

## Développements futurs
En 2014, l'Office national d'études et de recherches aérospatiales (ONERA) associé à l’École supérieure d'électricité et à deux institutions de recherche de Singapour a expérimenté un équipement de reconnaissance des avions, reposant sur l’utilisation passive d’ondes radar,.

## Pour approfondir

### Revue du Service technique de la navigation aérienne (Direction générale de l'aviation civile)
- Robert Cahuzac, 50 ans de politique radar dans le contrôle aérien français, no 207

1. ↑  p. 37.
2. 1 2 3  p. 38.
3. ↑  p. 39.
4. ↑  p. 40.
5. 1 2  p. 41.
6. 1 2  p. 50.
7. 1 2  p. 54.
8. ↑  p. 59.
9. 1 2  p. 60.
10. 1 2  p. 62.
11. 1 2  p. 61.

### Autres sources
1. ↑  Relèvement des altitudes d’arrivée des avions en provenance du sud-est à destination de l’aéroport de Paris-DGAC/DSNA Orly en configuration de vent d’est, Document de la Direction générale de l'aviation civile, 5 janvier 2010, p. 17, [lire en ligne]
2. ↑  
« Le radar a Orly-1951 » [vidéo] (consulté le 4 novembre 2014).
3. ↑  Pierre Bouvier, Le radar de contrôle régional d'Orly, revue L'Onde électrique, no 314, mai 1953, p. 328-336.
4. 1 2  
« Histoire & Anecdotes -- 1950 - 1959 », 28 août 2014 (consulté le 4 novembre 2014).
5. ↑  
« Radar : Historique » (consulté le 4 novembre 2014).
6. ↑  « Journal télévisé : La modernisation de l'aéronautique française. L'inauguration du nouveau Radar d'Orly » [vidéo], sur fresques.ina.fr le site de l'Institut national de l'audiovisuel, 11 mars 1960 (consulté le 4 novembre 2014).
7. ↑  
« Démontage du radar ta 10 d'orly ... démontage du radar ta 10 d'orly (94) val-de-marne », 18 septembre 2014 (consulté le 4 novembre 2014).
8. ↑  
« Démontage du radar TA 10 d'Orly », 19 septembre 2014 (consulté le 4 novembre 2014).
9. ↑  
« Radar Basics », sur le site radartutorial.eu (consulté le 9 juillet 2012).
10. ↑  Bertrand Augu et Christian Schuller, L’évolution des systèmes de surveillance et de contrôle des mouvements au sol des aéroports, La Jaune et la Rouge, no 535, mai 1998, [lire en ligne].
11. ↑  (en) « Charles De Gaulle Airport To Get New Ground Surveillance Radar », sur Aviation Week & Space Technology, 4 avril 1995 (consulté le 31 mai 2018).
12. ↑  
« Impact des fonctions d’ARTAS 1 V6 sur la précision à ADP »(Archive.org • Wikiwix • Archive.is • Google • Que faire ?), sur le site du Centre d'études de la navigation aérienne, février 2002 (consulté le 7 novembre 2014).
13. ↑  
« Implantation d'un radar à Palaiseau (Essonne) », sur le site du Sénat, 4 octobre 2014 (consulté le 9 juillet 2018).
14. ↑  
« Nouveau radar de l’Aviation Civile de Palaiseau », sur le site des participants au conseil de quartier du Plateau de Palaiseau, 4 octobre 2014 (consulté le 9 juillet 2018).
15. ↑  
« Station radar de Paris-Saclay : une œuvre architecturale à la hauteur »(Archive.org • Wikiwix • Archive.is • Google • Que faire ?), sur le site de la sarl « Le Courrier de l'architecte », 27 octobre 2014 (consulté le 9 juillet 2018).
16. ↑  
« Le radar aérien déménage pour fuir les grues », sur le site du quotidien Le Parisien, 7 mai 2013 (consulté le 9 juillet 2018).
17. ↑  
« Un nouveau radar pour l’aéroport d’Orly », sur aeronewstv.com, 8 septembre 2017 (consulté le 9 juillet 2018).
18. ↑  
« Contrôle d’identité en plein vol », sur Le site de l'Office national d'études et de recherches aérospatiales, 14 avril 2014 (consulté le 4 novembre 2014).
19. ↑  
« Sondra : de la recherche fondamentale à l’identification en temps réel des aéronefs », 30 juin 2014 (consulté le 4 novembre 2014).